# Mohamed Massaquoi
Pour les articles homonymes, voir Massaquoi.
(en) Statistiques sur pro-football-reference
Mohamed Jah Massaquoi (né le 24 novembre 1986 à Charlotte) est un joueur américain de football américain.

## Lycée
Massaquoi a joué à la Independence High School de Charlotte pendant quatre ans. Dans cette équipe, il a joué avec de futurs grands footballeurs universitaires comme Chris Leak qui jouera pour l'université de Floride et Hakeem Nicks qui prendra le chemin de l'université de Caroline du Nord puis des Giants de New York. En quatre ans, il a effectué 274 réceptions pour 4876 yards et soixante-seize yards.

## Carrière

### Université
Lors de ces débuts avec l'université de Géorgie, il marque un touchdown après une passe de Matthew Stafford combinant quatre-vingt-trois yards. Il finit sa carrière universitaire avec 158 réceptions pour 2282 yards et seize touchdowns.

### Professionnel
Mohamed Massaquoi est sélectionné lors du second tour du draft de la NFL de 2009 par les Browns de Cleveland au cinquantième choix. Il s'habitue bien à l'équipe, en recevant lors du quatrième match de la saison huit passes pour 148 yards. Le 22 novembre 2009, il inscrit son le premier touchdown de sa carrière en NFL contre les Lions de Détroit, un touchdown de 59 yards après une passe de Brady Quinn ; lors de ce même match, il reçoit cinq passes pour 115 yards. Sa première saison en NFL se termine avec seize matchs joués (onze comme titulaire), trente-quatre réceptions pour 624 yards et trois touchdowns.
Lors de la saison 2010, il joue quinze matchs (dont quatorze comme titulaire) et reçoit trente-six ballons pour 483 yards et deux touchdowns.
Le 5 avril 2013, il signe avec les Jaguars de Jacksonville.